# Harlyn
Harlyn – wieś w Anglii, w Kornwalii. Leży 61 km na północny wschód od miasta Penzance i 358 km na zachód od Londynu.